# Hussainiana tripunctata
Hussainiana tripunctata är en insektsart som beskrevs av Mahmood och M. Firoz Ahmed 1969. Hussainiana tripunctata ingår i släktet Hussainiana och familjen dvärgstritar.
Artens utbredningsområde är Bangladesh. Inga underarter finns listade i Catalogue of Life.